# Liste der Baudenkmale in Oldenburg (Oldb) – Moltkestraße
In der Liste der Baudenkmale in Oldenburg (Oldb) – Moltkestraße stehen alle Baudenkmale der Moltkestraße in Oldenburg (Oldb).  Die Quelle der IDs und der Beschreibungen ist der Denkmalatlas Niedersachsen.
Der Stand der Liste ist das Jahr 2022(19).

## Allgemein
In den Spalten befinden sich folgende Informationen:
- Lage: die Adresse des Baudenkmales und die geographischen Koordinaten. Kartenansicht, um Koordinaten zu setzen. In der Kartenansicht sind Baudenkmale ohne Koordinaten mit einem roten Marker dargestellt und können in der Karte gesetzt werden. Baudenkmale ohne Bild sind mit einem blauen Marker gekennzeichnet, Baudenkmale mit Bild mit einem grünen Marker.
- Bezeichnung: Bezeichnung des Baudenkmales
- Beschreibung: die Beschreibung des Baudenkmales. Unter § 3 Abs. 2 NDSchG werden Einzeldenkmale und unter § 3 Abs. 3 NDSchG Gruppen baulicher Anlagen und deren Bestandteile ausgewiesen.
- ID: die Objekt-ID des Baudenkmales
- Bild: ein Bild des Baudenkmales, ggf. zusätzlich mit einem Link zu weiteren Fotos des Baudenkmals im Medienarchiv Wikimedia Commons. Wenn man auf das Kamerasymbol klickt, können Fotos zu Baudenkmalen aus dieser Liste hochgeladen werden:

Zurück zur Hauptliste
| Lage                                                   | Bezeichnung | Beschreibung | ID       | Bild |
| ------------------------------------------------------ | ----------- | --- | -------- | ---- |
| Moltkestraße 1 53° 8′ 16″ N, 8° 12′ 34″ O              | Wohnhaus    | 1876 von Heinrich Früstück für Prof. Meinardus errichtet, 1906 verändert.                                           | 37440381 | BW   |
| Moltkestraße 2 53° 8′ 16″ N, 8° 12′ 35″ O              | Wohnhaus    | 1878 von Heinrich Früstück errichtet, 1906 umgebaut.                                                                | 37440403 | BW   |
| Moltkestraße 6 53° 8′ 14″ N, 8° 12′ 37″ O              | Wohnhaus    | Wohnhaus mit Einfriedung. 1879 von Johann Oetken errichtet.                                                         | 37440471 | BW   |
| Moltkestraße 6a 53° 8′ 14″ N, 8° 12′ 37″ O             | Wohnhaus    | 1879 von Johann Oetken errichtet.                                                                                   | 37440493 | BW   |
| Moltkestraße 7 53° 8′ 14″ N, 8° 12′ 38″ O              | Wohnhaus    | Wohnhaus mit Einfriedung. 1893 von Johann Oetken errichtet.                                                         | 37440515 | BW   |
| Moltkestraße 7a 53° 8′ 13″ N, 8° 12′ 38″ O             | Wohnhaus    | 1879 von Friedrich Wilhelm Adels errichtet.                                                                         | 37440537 | BW   |
| Moltkestraße 8a 53° 8′ 13″ N, 8° 12′ 39″ O             | Wohnhaus    | 1878 errichtet. | 37440559 | BW   |
| Moltkestraße 9 53° 8′ 12″ N, 8° 12′ 40″ O              | Wohnhaus    | 1878 von Heinrich Früstück errichtet.                                                                               | 37440581 | BW   |
| Moltkestraße 10 / 10b / 10c 53° 8′ 12″ N, 8° 12′ 40″ O | Wohnhaus    | Wohnhaus mit Vorgarten und Einfriedung. 1877 von Heinrich Früstück errichtet.                                       | 37440603 | BW   |
| Moltkestraße 11 53° 8′ 12″ N, 8° 12′ 41″ O             | Wohnhaus    | Wohnhaus mit Einfriedung, 1879 von Heinrich Früstück errichtet.                                                     | 37440625 | BW   |
| Moltkestraße 12 53° 8′ 11″ N, 8° 12′ 40″ O             | Wohnhaus    | Wohnhaus mit Vorgarten. Um 1885 errichtet.                                                                          | 37440647 | BW   |
| Moltkestraße 13 53° 8′ 11″ N, 8° 12′ 39″ O             | Wohnhaus    | 1877 von Carl Friedrich Spieske errichtet.                                                                          | 37440669 | BW   |
| Moltkestraße 15 53° 8′ 12″ N, 8° 12′ 38″ O             | Wohnhaus    | Wohnhaus mit Vorgarten und Einfriedung. 1877 von Carl Friedrich Spieske errichtet.                                  | 37440715 | BW   |
| Moltkestraße 17 53° 8′ 13″ N, 8° 12′ 37″ O             | Wohnhaus    | 1877 von Heinrich Früstück errichtet.                                                                               | 37440759 | BW   |
| Moltkestraße 18 53° 8′ 13″ N, 8° 12′ 36″ O             | Wohnhaus    | Wohnhaus mit Vorgarten und Einfriedung. 1879 errichtet.                                                             | 37440781 | BW   |
| Moltkestraße 19 53° 8′ 14″ N, 8° 12′ 36″ O             | Wohnhaus    | Wohnhaus mit Vorgarten und Einfriedung. 1879 errichtet. Geburtshaus von Karl Jaspers.                               | 37440803 | BW   |
| Moltkestraße 20 53° 8′ 14″ N, 8° 12′ 35″ O             | Wohnhaus    | Um 1882 errichtet, 1902 Umbau.                                                                                      | 37440825 | BW   |
| Moltkestraße 21 - 23 53° 8′ 15″ N, 8° 12′ 34″ O        | Wohnhaus    | 1879 von Friedrich Wilhelm Logemann errichtet.                                                                      | 37440847 | BW   |
| Moltkestraße 24 53° 8′ 16″ N, 8° 12′ 33″ O             | Wohnhaus    | Backsteinbau mit Ziegelziersetzungen auf Sockelgeschoß unter Satteldach mit abgewalmter Ecksituation zur Roonstraße | 37440870 |      |